# Jimmy Mundy
James 'Jimmy' Mundy (Cincinnati, 28 juni 1907 - New York, 28 april 1983) was een Amerikaanse jazz-saxofonist, componist en arrangeur in het swing-tijdperk.
Mundy leerde viool en andere instrumenten bespelen. Vanaf 1926 speelde hij tenorsaxofoon bij Erskin Tate, Tommy Miles en Carroll Dickerson. In 1932 kwam hij terecht in het orkest van Earl Hines, waar hij aanvankelijk saxofoon speelde. Gaandeweg leverde hij voor deze band composities en arrangementen, die hem een goede reputatie gaven. In 1936 werd hij de belangrijkste arrangeur van Benny Goodman ("Sing Sing Sing", "Solo Flight"). In 1939 had hij kort een eigen orkest (onder meer met klarinettist Jimmy Hammilton), waarmee hij vier stukken opnam. Hij schreef charts voor Paul Whiteman, Count Basie (1940-1947), Gene Krupa, Dizzy Gillespie, Charlie Spivak, Harry James, Gene Ammons, Sonny Stitt en anderen. In 1958 nam hij een plaat voor Epic op. In 1959 ging hij naar Parijs, waar hij als muzikaal leider van Disques Barclay werkte. In de jaren zestig keerde hij terug naar Amerika, waar hij tot in de jaren zeventig als arrangeur actief was.

## Discografie
- Jimmy Mundy and His Orchestra 1937-1947, Classics
- On a Mundy Flight, Epic, 1958
- Fiesta in Brass, Golden Era

- Bibsys: 1051579
- Biblioteca Nacional de España: XX918903
- Bibliothèque nationale de France: cb13925976g (data)
- Gemeinsame Normdatei: 134469240
- International Standard Name Identifier: 0000 0000 7140 4564
- Library of Congress Control Number: n95048922
- MusicBrainz: 5830ac35-3636-489a-a53b-b33170a77070
- Nationale Bibliotheek van Tsjechië: mzk2009539534
- Nationale bibliotheek van Australië: 52750907
- Nationale Bibliotheek van Israël: 987007349779205171
- SNAC: w60c5g8w
- Système universitaire de documentation: 24440982X
- Virtual International Authority File: 10035785
- WorldCat: E39PBJtMqJMkCcXGMK3mTjMdcP